# Ivo Brnčić
Ivo Brnčić, slovenski pesnik, pisatelj, dramatik, literarni kritik, publicist in esejist, * 12. marec 1912, Sv. Trojica v Slovenskih goricah, † maj 1943, Vlasenica, BiH.

## Življenje
Rojen je bil pri Sv. Trojici v Slovenskih goricah (od 1952 do 1992 se je naselje imenovalo Gradišče v Slovenskih goricah), kjer je bila doma njegova mati, vendar je družina živela v Bregih nad Opatijo, od koder je bil oče. Njegovo otroštvo je zaznamovala prva svetovna vojna, v kateri je po nesrečnem naključju izgubil mater. Po njeni smrti je nekaj časa živel pri sorodnikih, po italijanski zasedbi Istre pa se je družina preselila v Ljubljano, kjer se je vpisal na realko, leta 1929 pa na slavistiko v Ljubljani. Študij je leta 1935 dokončal v Zagrebu. Ker je bil osumljen komunističnega delovanja, so ga po vrnitvi v Ljubljano za dva meseca zaprli. Nato je prosil za službo v Kranju, vendar so mu oblasti zaradi njegove politične "nezanesljivosti" dekret preklicale, še preden je začel poučevati.
Že med študijem ga je Bratko Kreft pritegnil h Književnosti, sodeloval pa je tudi v drugih slovenskih, hrvaških in srbskih naprednih revijah. Ker po vrnitvi iz zapora ni mogel dobiti službe, ga je Juš Kozak pritegnil k Ljubljanskemu zvonu kot sourednika. Leta 1940 je zaprosil za službo v banovini Hrvatski in po posredovanju prijateljev dobil mesto na meščanski šoli v Drnišu, majhnem kraju ob železniški progi Knin–Šibenik. Pred začetkom vojne so ga poklicali na vojaške vaje v Slovenijo, po vrnitvi v Drniš pa so ga leta 1941 mobilizirali kot rezervnega oficirja v domobranske čete NDH in ga premestili na Pale pri Sarajevu. Njegova enota je navezala stike s partizani, vendar jim prebeg ni uspel, ker so prepozno dobili zvezo. Na procesu v Sarajevu so jih oprostili. Brnčića so leta 1942 premestili v Zavidoviće. Delal je v štabni pisarni in še naprej vzdrževal stik s partizani ter jim posredoval domobranske prepustnice. Spomladi 1943 so njegovo enoto poslali v boj proti partizanom. V manjših skupinah so se poskušali prebiti do njihovih položajev, pri tem pa so nekje ob Drini, v bližini Vlasenice, padli v zasedo. Pobili so jih in za njimi se je izgubila vsaka sled.
Poročen je bil z Vero Brnčić. Po njem je poimenovana ulica v Ljubljani, njegovo ime je vklesano na spominski plošči padlim slovenskim pisateljem v Društvu slovenskih pisateljev na Tomšičevi ulici 12 v Ljubljani.

## Delo
Brnčić je začel pisati v dijaških letih, dela je objavljal v različnih revijah. Na univerzi je postal član akademskega društva Mladi Triglav, povezal se je tudi z marksistično usmerjenimi književniki. Ves čas je študiral in se izobraževal. Temeljito je poznal francosko literaturo, zanimal se je za estetiko in filozofijo, za nove dosežke v gledališču, likovni umetnosti in arhitekturi, spremljal je umetniške struje v Sovjetski zvezi, študiral teoretike marksizma Lukacsa, Mehringa in Plehanova, začetnike sociologije in individualne psihologije. Študiral je iz zelo različnih in pomešanih virov, večinoma neprevedenih. Brnčićeva literarna zapuščina je zelo obsežna. Ukvarjal se je s poezijo, prozo, dramatiko in esejistiko, ki predstavlja najbolj dognan del njegovega ustvarjanja.

### Poezija
Prva pesem je bila objavljena v dijaškem listu Mentor 1928–29, zadnja pesem pa v Ljubljanskem zvonu tik pred začetkom vojne. V razponu trinajstih let je objavil 54 pesmi, ohranjeni zapisi v Mentorju pa dokazujejo, da jih je v dijaških letih napisal precej več, a mu vseh niso objavili in so se izgubile. Kljub temu da je poleg slovenskega obvladal tudi srbohrvaški jezik, je večino svojih del napisal v slovenskem jeziku.
Prve pesmi so nastale pod vplivom ekspresionizma. V ospredju so problemi osamljenosti, onemoglosti in iskanja nove poti (Ko zrem v veličastni neba svod, Sonet, V noči, Dal sem vzdihe idr.). Impresionistično občutje in nekakšen panteizem se menjavata s poglabljanjem v biblijske motive in z iskanjem razodetja (Pomlad, V spominsko knjigo, Rast iz noči, Onemoglost). Iz osamljenosti se je odprl življenju, sreči in ljubezni. Po letu 1931, ki pomeni v njegovem ustvarjanju prelom, njegove pesmi pa je napolnila pretresljiva izpovednost (Samotno okno). Spet sta v njem začeli naraščati tesnoba in negotovost, oglasila se je slutnja smrti (Umiranje pod nebom, Viđenje, Posmrtna pesem). Iznakaženost življenja je ponekod dosegla Grumovo Gogo (Mrtvo mesto, Galeje v noči, Smrt nad mestom). Ljudje so izobčenci in ostajajo sami tudi po smrti (Pesem o izobčencih, Trohnoba). Iz mračnih misli ga je za trenutek iztrgal spomin na njegovo ožjo domovino Istro (Slovenačka brda Jadranu, Istri, Kvarner). V njih je izpovedoval vero v zmago in osvoboditev Istre ter misel o medsebojni povezanosti jugoslovanskih narodov. V teh pesmih se je odpiral socialni problematiki ter opise revščine in obupa družil s prividi orjaških znamenj na nebu, ki napovedujejo svobodo in srečnejše čase (Kvarner). Po letu 1932 je spregovoril o boju proletariata doma in na tujem, obsodil je njegovo načrtno zatiranje in njegovo brezpravnost v življenju in smrti (Dunajska balada). Ustavil se je ob krsti delavskega otroka, ki ni poznal otroštva (Delavski otrok je umrl), in ob rudarjih, ki vsak dan nosijo samega sebe na pokop (Rov).
Pesmi iz zadnjega obdobja Brnčićevega življenja (1938–41) predstavljajo idejni in estetski vrh v njegovem ustvarjanju. Vprašanja vojne, ljubezni, smrti in življenja so se izostrila. V njem je rasla zavest o nujnosti revolucije. V zadnjih pesmih je združil družbena vprašanja z osebno problematiko in izbrusil izraz ljubezenskih pesmi. Spregovoril je o ljubljeni ženi, o sebi in o spremembah, ki jih je čas sprožil v ljudeh (Tako si daleč, Štirje soneti, Ujetniki, Izgnanci). Iz njegovih verzov vejeta obup in nekakšna neodvrnljiva gotovost, da vojne ne bo preživel (Rdeči oblaki, Balada). Zadnje človekove trenutke, ko sam obleži sredi blatnega polja, ko je zaman vsak upor, ker je svoj boj s smrtjo že izgubil, je vizionarsko opisal v Baladi. Iz obupa ga rešuje panteistična misel, da je s tovariši žrtvoval svoje življenje za lepšo prihodnost. V tem času se je v njegovih pesmih pojavil tudi motiv talcev (Matere, ljubice, žene).
Slovenska pesniška tradicija se je pri Brnčiću prepletala z novimi vplivi, z motivi zemlje in mesta, ter ga v času tik pred drugo svetovno vojno povezala na eni strani s Prešernovo svobodoljubno pesmijo, po drugi strani pa s Kosovelovo in Kajuhovo preroško izpovedjo. Ekspresionistični izraz in krščanska simbolika sta se polagoma nadomeščala s prvinskim odnosom do narave in s panteističnim sprejemanjem življenja.

#### Verzne in kitične oblike
V Brnčićevih pesmih najdemo jambske, trohejske in daktilske verze (Ko zrem v veličastni neba svod, Sonet, V spominsko knjigo, Istri, Štirje soneti; Vernikom materije, Slovenačka brda Jadranu, Pesem o izobčencih, Tako si daleč, Pismo, MCMXL; V noči, Onemoglost, Mesto v dežju, Matere, ljubice, žene). Pogosto ima v eni pesmi tudi več vrst stopic, ki menjavajo ritem. Kljub vsemu pa pri njegovih pesmih ne moremo govoriti o metrični shemi. Večina pesmi je napisana v prostem verzu, čeprav je pogosto uporabil tudi ustaljeno število stopic in kitično obliko (Rdeči oblaki, Tako si daleč, Pismo, MCMXL, Matere, ljubice, žene, Balada). Precej je tudi sonetov, vendar to ni več klasični sonet, v katerem je tercetni del antiteza kvartetnega. Brnčić svojo misel v tercetnem delu samo nadaljuje. Verz je 5-stopični jamb, menjava akatalektičnega in hiperkatalektičnega, rima pa je a b b a; c d c, d e d. Pomemben element njegovih pesmi je tudi enjambement, ki ga je v kratkih verzih moral uporabiti, najdemo pa ga tudi v pesmih z dolgim pripovednim stihom. Metaforo gradi na kontrastih in nenavadnih povezavah, velikokrat uporablja primero in metonimijo. S pridevniki je izrazil vso skalo svojih čustev od največjega veselja do brezmejnega obupa, hkrati pa se je v vsakem trenutku opredelil do sveta. Pogosta pri njem je tudi igra glagolov, ki stopnjujejo ritem (Rdeči oblaki). Kljub temu da se izraz ni iztrgal zaključeni stavčni obliki, je svež in nov: izrazi ekspresionistične poetike so ohranili poetičnost in povednost, odločilno pa je k temu pripomogla tudi Brnčićeva človeška prizadetost.
V nekaj njegovih pesmi sodi v vrh slovenske predvojne lirike (Rov, Trohnoba, Mesto v dežju, Matere, ljubice, žene, Balada, Rdeči oblaki).

### Proza
Njegovo prozno delo obsega 12 novel, ki jih je objavil med letoma 1928 in 1940 v Mentorju, Književnosti ali Ljubljanskem zvonu. Generacijski problem je povezal z motivom mladih, iztirjenih ljudi v vrsti začetnih novel (Kasijan, Prvi upor, Sin, Smrt Jurija Možine), v dveh pa se je podrobneje ustavil ob razmerju starši–hči (Lenica, Obisk v ordinaciji). Okolje pritiska na ljudi in preprečuje razmah ustvarjalni energiji posameznika. Podobno problematiko sta pred njim obdelovala že Bratko Kreft v romanu Človek mrtvaških lobanj in Miran Jarc v romanu Novo mesto. Brnčić je ta dela gotovo poznal, vendar so njegove novele nastale predvsem na podlagi osebnih izkušenj. Svojo mladost je opisal v dveh novelah – Čarobni krog in K očetu – v katerih je skušal prodreti v otroški svet doživljanja in spoznavanja novih stvari, vendar mu to ni povsem uspelo. Leta 1938 je v Ljubljanskem zvonu objavil še na pol esejističen Dnevnik iz jetnišnice, vrh njegovega proznega ustvarjanja pa predstavlja novela Moji konji, ki jo je objavil v Ljubljanskem zvonu leta 1940.

### Dramatika
Drama Med štirimi stenami je bila deloma objavljena v Ljubljanskem zvonu leta 1937, konec istega leta pa je bilo delo uprizorjeno v Slovenskem narodnem gledališču v Ljubljani, kjer je doživelo še pet ponovitev. Leto dni kasneje so ga igrali v Osijeku, leta 1962 pa je spet v Ljubljani kot predstavo študentov 8. semestra AIU in leta 1967 kot predstavo Slovenskega stalnega gledališča iz Trsta na gostovanju v Ljubljani. Leta 1975 je drama doživela premiero še v Slovenskem narodnem gledališču Nova Gorica.
Osnutek za dramo predstavljajo novele, ki jih je po letu 1934 objavljal v Književnosti in Ljubljanskem zvonu (Prvi upor, Sin, Lenica, Smrt Jurija Možine). Po pričevanju Bratka Krefta je hotel Brnčić napisati roman, vendar je ostal samo pri odlomkih. Delo je izrazit prvenec, čeprav originalen in nadpovprečen. Ocenjevalci drame so avtorju očitali ohlapnost dejanja in melodramatičnost, priznali pa so mu dobre dialoge. Delo je na oder prineslo moreče vzdušje malomeščanskih stanovanj, razkol med očeti in sinovi, med starimi in novimi nazori; kot posledico pa je spet orisal nevrotičnost mladih ljudi, ki jo je večkrat opisal že v novelah. V tekstu so tudi avtobiografski elementi, drugače pa se odražata predvsem dva vpliva: po Krleži je sprejel del obravnavane snovi, probleme in tudi način njihove obdelave, verjetno pa je nanj vplival tudi Ibsen z enotnostjo kraja, časa in dejanja, ki jo je ravno po njem sprejela od klasične tudi meščanska psihološko-konverzacijska drama 19. stoletja. O nagibih in o motivih svoje drame je Brnčić spregovoril dvakrat – prvič v Gledališkem listu, nato pa še v pogovoru v Jutru. Poudaril je potrebo po razkrivanju in osveščanju družbe, obenem pa je skušal človeka pokazati kot družbeno bitje.